# Live at Budokan (S.O.D.)
Live at Budokan is een live-cd/lp en tevens video van de Amerikaanse crossovergroep S.O.D..
Daar de groep slechts één album op haar naam had staan, werden meerdere covers en andere nummers aan de setlist toegevoegd.
Het ging hier om de Ministrycovers 'Stigmata' en 'Thieves', de Nirvanacover 'Territorial Pissings' en de Fearcover 'Living In The City', welke Billy Milano met zijn eigen band M.O.D. al eerder had gecoverd op het album Gross Misconduct.
Tevens werd het M.O.D.-nummer 'Get A Real Job' gespeeld en een drietal nummers van de S.O.D.-demo (The Crab Society North), zijnde 'Momo', 'The Camel Boy' en 'Vitality'.
Hoewel de titel van het album suggereert dat het een concert betreft in de Japanse hal Nippon Budokan is het concert eigenlijk opgenomen in The Ritz in New York.

## Nummers
1. Announce Introduction 0:33
2. March of the S.O.D. 1:29
3. Sargent D and the S.O.D. 3:00
4. Kill Yourself 2:38
5. Momo 0:47
6. Pi Alpha Nu 2:55
7. Milano Mosh 1:52
8. Speak English Or Die! 3:30
9. Chromatic Death 1:02
10. Fist Banging Mania 2:42
11. The Camel Boy 0:16
12. No Turning Back 0:48
13. Milk 2:07
14. Vitality 1:50
15. Fuck the Middle East 0:52
16. Douche Crew 1:57
17. Get a Real Job 2:42
18. The Ballad of Jimi Hendrix 0:35
19. Livin' in the City 2:04
20. Pussy Whipped 3:16
21. Stigmata 2:54
22. Thieves 2:08
23. Freddy Krueger 3:16
24. Territorial Pissings 2:12
25. United Forces 3:20

De Japanse versie van het album bevat 3 extra nummers:
1. The Ballad of Jim Morrison
2. The Ballad of Freddie Mercury
3. United and Strong